# Rolland Bédard
Pour les articles homonymes, voir Bédard.
Rolland Bédard est un acteur canadien né le 29 novembre 1913 sur la rue Chabot (Plateau Mont-Royal) à Montréal (Canada), mort le 7 mai 1987 à Montréal (Canada) à l'âge de 73 ans.

## Biographie
C'est avec la radio que Bédard va se faire connaître. Il tiendra le rôle de Louis Beaupré, à CKAC, à un des premiers radioromans des ondes canadienne-française, Rue Principale, qui sera diffusée pendant 22 ans (1937-1959). Il sera à la fois comédien, réalisateur, metteur en ondes, bruiteur dans cette série. Le comédien participera aussi à plusieurs radio-romans importants de l'époque : Le Survenant, La Pension Velder, Le Curé de village.
Il restera, pour plusieurs, l'Onésime de La Famille Plouffe, un rôle qu'il a tenu pendant sept ans de 1953 à 1960 (à la télévision de Radio-Canada) ainsi que l'Anatole Marsouin du célèbre téléroman, Rue des Pignons de Mia Riddez et Louis Morisset (de 1966 à 1977).
Il fut aussi, pendant de nombreuses années, l'incarnation du réparateur Maytag, solitaire et désœuvré tant les appareils de la grande marque sont fiables.
Il fut aussi l'oncle Raoul de 1963 à 1965 dans la série télévisée Les cadets de la forêt (nom original anglais: The Forest Rangers) à CBC (télévision canadienne-anglaise).
Il était le demi-frère du comédien Paul Berval.
Bédard est décédé en 1987, à l'âge de 73 ans. Il a été inhumé au Cimetière Notre-Dame-des-Neiges.

## Filmographie
- 1947 : La Forteresse
- 1953 - 1960 : La Famille Plouffe (série télévisée) : Onésime Ménard
- 1956 : Que Dieu vous soit en aide
- 1957 : Les Brûlés (série télévisée)
- 1959 : Les Brûlés : Antoine Plante
- 1960 : Le Petit monde du père Gédéon (série télévisée) : Onésime Ménard
- 1962 : Big Red : Conductor
- 1963 : Rue de l'anse (série télévisée) : Dr. Larivée
- 1963 - 1965 : The Forest Rangers (série télévisée) : Uncle Raoul - Version française: Les cadets de la forêt (en)
- 1965 : Instant French
- 1966 - 1977 : Rue des Pignons (série télévisée) : Anatole Marsouin
- 1972 : La Vraie Nature de Bernadette
- 1974 - 1976 : La Petite Patrie (série télévisée) : Père Amont, p.s.s.
- 1975 : Lies My Father Told Me
- 1975 : Partis pour la gloire : Le curé
- 1977 : Duplessis (feuilleton TV) : Maurice Thinel
- 1980 : Les Brillant (série télévisée)
- 1980 : Cordélia : Tournecle Groulx
- 1980 : Fantastica
- 1981 : Peau de banane (série télévisée) : Ovide Poitras
- 1983 : Maria Chapdelaine : Bedeau
- 1984 : Un amour de quartier (série télévisée) : Monsieur Leblanc
- 1984 : Highpoint : Doorman
- 1986 : Le Temps d'une paix :  colon en Gaspésie

## Anecdotes
À la fin des années 1960, le distributeur québécois de la marque Maytag, fabricant d'appareils électroménagers, a conçu une campagne radiophonique mettant en vedette un réparateur solitaire qui n'avait rien d'autre à faire que de se promener en voiture dans les environs de Montréal, à la recherche de travail.
Le personnage télévisé original du réparateur Maytag remonte à 1970. Bédard accepte le rôle dans cette publicité. Il est le premier des trois acteurs à jouer ce personnage au Québec et reste le plus populaire. Il a incarné le personnage du réparateur Maytag de 1970 à 1987.
Paul Berval était le 2e (de 1989 à 1992) puis Luc Pilon en 2007.
Cette idée novatrice a servi d'inspiration à la célèbre campagne publicitaire, qui a été lancée plus tard partout en Amérique du Nord.
Sa sépulture est située dans le Cimetière Notre-Dame-des-Neiges, à Montréal.